# Tristan Hoffman
Tristan Henri Christiaan Hoffman (nascido em 1 de janeiro de 1970) é um ex-ciclista holandês que representou os Países Baixos nos Jogos Olímpicos de Verão de 1996 e 2000, terminando na 108ª e 79ª posição na prova de estrada, respectivamente.